# Championnat d'Amérique du Nord masculin de volley-ball 2007
Navigation
Édition précédente Édition suivante
Le 20e championnat d'Amérique du Nord de volley-ball masculin s'est déroulé du 16 septembre 2007 au 21 septembre 2007 à Anaheim, en Californie. Il a mis aux prises les huit meilleures équipes continentales.

## Classement final
| Place              | Équipe                 |
| ------------------ | ---------------------- |
| Médaille d'or      | États-Unis             |
| Médaille d'argent  | Porto Rico             |
| Médaille de bronze | Cuba                   |
| 4                  | Canada                 |
| 5                  | République dominicaine |
| 6                  | Barbade                |
| 7                  | Mexique                |
| 8                  | Trinité-et-Tobago      |